# Tasmanammina
Tasmanammina es un género de foraminífero bentónico de la subfamilia Jaculellinae, de la familia Hippocrepinidae, de la superfamilia Hippocrepinoidea, del suborden Hippocrepinina y del orden Astrorhizida. Su especie tipo es Tasmanammina circumpeniformis. Su rango cronoestratigráfico abarca el Fameniense (Devónico superior).

## Discusión
Clasificaciones incluían Tasmanammina en la subfamilia Hippocrepininae, así como en el suborden Textulariina del orden Textulariida

## Clasificación
Tasmanammina incluye a la siguiente especie:
- Tasmanammina circumpeniformis